# Sabor

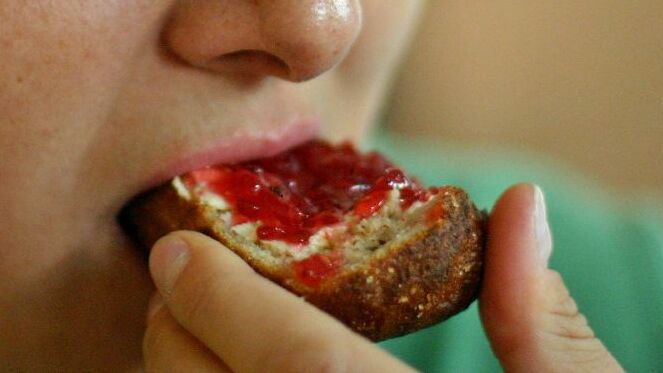
Sabor dulce, asociado en ocasiones a la mermelada.

El sabor es la impresión que causa un alimento u otra sustancia, y está determinado principalmente por sensaciones químicas detectadas por el gusto (lengua) así como por el olfato (olor). El 60 % de lo que se detecta como sabor es procedente de la sensación de olor.
El nervio trigémino es el encargado de detectar las sustancias irritantes que entran por la boca o garganta, puede determinar en ocasiones el sabor, así como un reto científico para la industria alimentaria. Los saborizantes y los condimentos, sean naturales (especias) o artificiales, se emplean para resaltar o modificar los sabores.

## Características
De las sensaciones químicas, el olor es el principal determinante del sabor de un alimento, esta es la razón por la que un constipado o una alergia que producen congestión nasal son también los causantes de una disminución de la sensación de sabor en los alimentos. El mecanismo de sabor es muy sencillo, al ingerir un alimento en la boca se desmenuza mediante la acción de dientes y muelas y se desprenden aromas que ascienden mediante la faringe a la nariz (causando la sensación de sabor-olorosa) y sustancias químicas que afectan a los sensores específicos de la lengua como la sal.
El verdadero 'sabor' de los alimentos se detecta en los sensores específicos existentes en diferentes partes de la lengua, estos sensores se denominan papilas gustativas y un ser humano posee cerca de 10.000 de estas papilas. La parte determinada por el gusto está limitada a dulce, amargo, agrio, salado, umami y otros sabores básicos, pero el olor de la comida es muy variado. El primero, además, puede ser alterado cambiando tan solo su olor. Un ejemplo de esto son los caramelos con saborizantes artificiales, que para cambiar su sabor, se emplean distintas esencias y fragancias. Por eso, aunque el término «saborizante» hace referencia al sabor, ese mismo término se usa para referirse a fragancias y esencias para alterar el sabor de cierto alimento. Las papilas gustativas específicas se concentran en ciertas áreas de la lengua, por ejemplo los sabores dulces se perciben con mayor intensidad en la punta de la lengua, mientras que los sabores amargos se experimentan con mayor intensidad en las zonas laterales de la lengua.
Una característica del sabor es el denominado regusto que aparece cuando la sustancia química ya no está presente en las papilas gustativas, pero que queda una sensación persistente de sabor. Este regusto existe en alimentos sólidos y líquidos y se emplea en la cata de ciertas sustancias: vino, aceites,aguas, etc.

## Elementos que afectan al sabor
- La sensación del sabor provoca reacciones fisiológicas de defensa en el organismo, por ejemplo el zumo de limón provoca una salivación excesiva en la boca debido a su excesiva acidez, se trata de un mecanismo de «defensa» intentando diluir su efecto ácido. De igual forma se percibe los efectos cáusticos del alcohol en el paladar cuando se ingiere una bebida alcohólica, ese efecto es reconocido como un «sabor» a pesar de que sus efectos fisiológicos son de defensa del organismo son debido a causa de sus efectos.
- Otro efecto fisiológico que afecta al sabor es la temperatura a la que se consumen los alimentos,[4] se puede notar este efecto en el sabor que proporciona el pan caliente y el frío. Un ejemplo está en las cervezas que al ser consumidas a temperatura ambiente son de un sabor más ácido que cuando se toman frías, de igual forma el helado es más dulce cuando se consume a mayores temperaturas que recién sacado del congelador.
- El consumo de tabaco afecta a la capacidad de detectar sabores, debido en parte a los efectos que hace la nicotina sobre las papilas gustativas.
- Mezclar sabores primarios. Es decir, al mezclar dulce con amargo como cuando se mezclan el azúcar y el café en este caso se trata de enmascarar el sabor amargo del café debido a la dulzura que proporciona el azúcar. En este ejemplo, la lengua no es capaz de distinguir los sabores individuales de las sustancias mezcladas, es decir: no puede distinguir sensorialmente una mezcla de estímulos gustativos diferentes.
- La edad, a partir de los 60 años de edad se van perdiendo las facultades del sabor y del olor y por consecuencia se pierde la capacidad de detectar sabores, estos casos suele notarse por el cambio de dietas.
- Las mujeres en estado de embarazo presentan cambios en la percepción de los sabores, principalmente una disminución general del gusto y la discriminación de sabores, debido quizás al efecto de los estrógenos y la progesterona. Además pueden presentan una preferencia por los alimentos dulces durante el segundo trimestre.[5][6]

## Elementos que modifican el sabor
Existen ciertos ingredientes que modifican el sabor, mitigando o potenciando su efecto sobre el paladar. Un ejemplo claro se puede encontrar en las especias que tienen como misión la de 'crear' o 'potenciar sabores'. En algunos casos la capacidad asociativa de las especias crean un falso sabor en la boca: un ejemplo claro es la canela que recuerda 'por asociación' a platos dulces, cuando se detecta en un plato se piensa que es ligeramente dulce o que recuerda a dulce (de la misma forma como se asocia a la pimienta con platos salados).
La modificación del sabor es posible solo con la modificación del contenido graso del alimento, en algunos estudios científicos se ha demostrado que la cantidad de contenido graso en la leche afecta al sabor de la vainilla. (lo que explica la diferencia de sabor de la vainilla en la leche entera y la descremada).
A veces se dice que la carne está más 'sabrosa' si ésta posee cierta cantidad de grasa, o que el jamón es más rico si posee sus vetas de grasa. Esta afirmación popular confirma que la grasa de los alimentos potencia el sabor de los mismos.

## Sociología
En algunos casos existen alimentos que necesitan de un gusto adquirido desde la infancia del consumidor, o un habituamiento necesario por un tiempo determinado, para que puedan ser aceptados como agradables o placenteros. En otros casos el empleo de un sabor predominante en la comida es símbolo de una cultura o etnia, de una agrupación nacional, etc.
Uno de los sabores asociados inconscientemente con la infancia es el sabor dulce. y a veces asociamos las comidas infantiles con sabores dulces. La capacidad infantil para detectar sabores dulces va decayendo con la edad, siendo más fáciles de detectar los sabores más amargos y salados hasta la vejez, cuando la capacidad para reconocer el sabor dulce aumenta de nuevo.

## Categorización de sabores

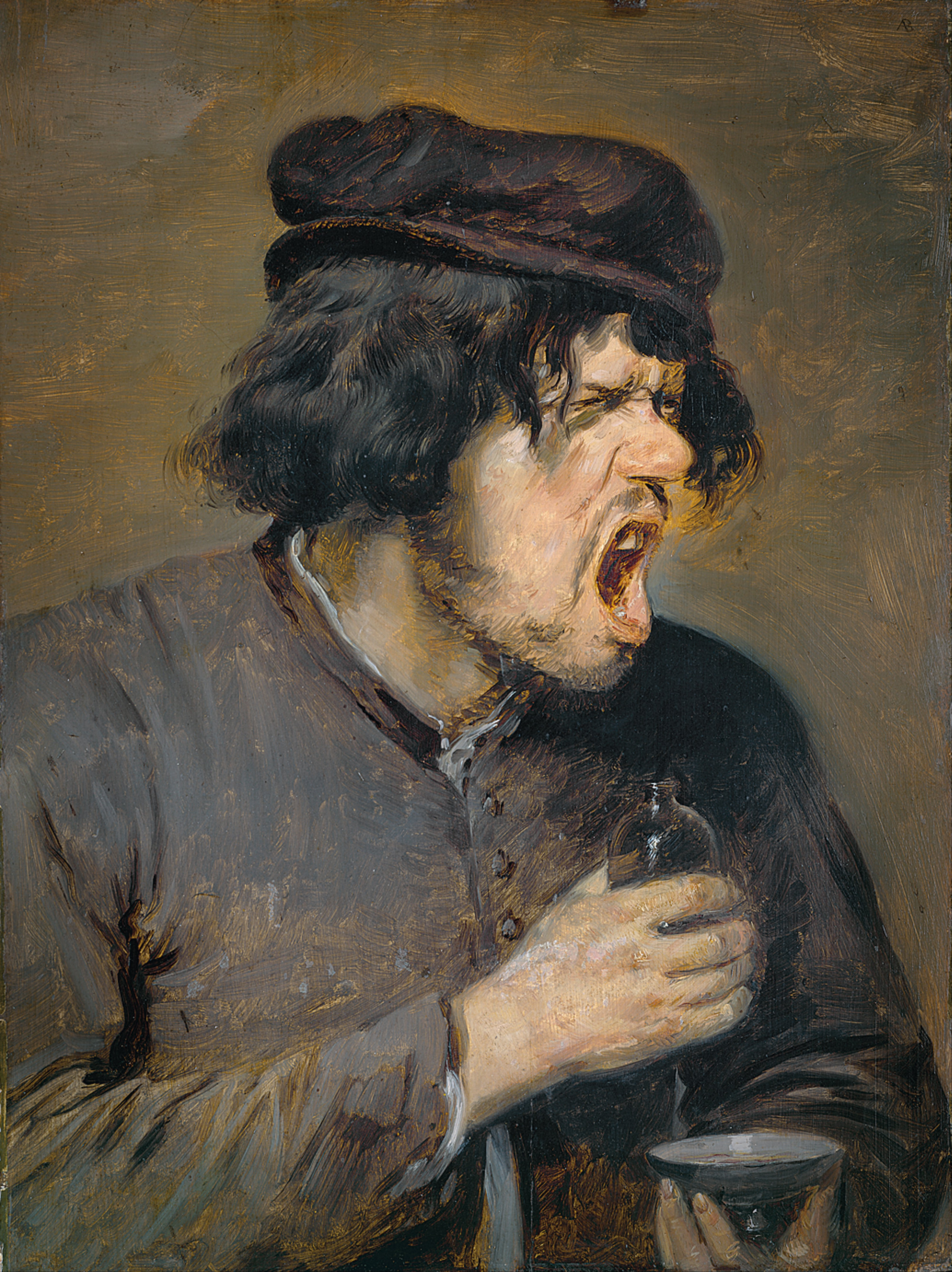
Cuadro de Adriaen Brouwer - Der bittere Trank - La bebida amarga.

Se ha intentado desde hace mucho categorizar y clasificar los sabores o sensaciones que producen los alimentos y las bebidas. Algunos científicos han intentado clasificarlos; un ejemplo fue el naturalista sueco Carlos Linneo, quien poseía una categorización de siete sabores; por su lado, el fisiólogo alemán Hans Henning propuso en 1916 un tetraedro de los sabores.[cita requerida]

## Los sabores clásicos

### En Occidente
La teoría clásica reconoce la existencia de solo cuatro sabores: amargo, ácido, dulce, salado. Al contrario de la creencia popular, cada uno de estos sabores no tiene asociado una zona específica de la lengua como sensor específico. Las papilas gustativas de toda la superficie de la lengua son sensibles y reconocen los cuatro sabores, si bien ciertos nervios tienden a responder mejor a uno u otro de estos estímulos alimentarios y pueden incluso reconocer otros sabores (el del hierro, el de la tierra). Los sensores de la lengua que detectan los sabores básicos del salado y el amargo se llaman canales iónicos.
- Amargo: Existen diferentes compuestos químicos que proporcionan el sabor amargo. La lengua humana es muy sofisticada en la detección de sustancias amargas. Se es capaz de distinguir diferentes tipos de amargura, esto es quizás un instinto de supervivencia ya que la mayoría de los venenos posee este sabor.[10][11]
- Ácido: Se trata de receptores en la lengua capaces de detectar sustancias ácidas (es decir H+ en solución).
- Dulce: El mecanismo exacto por el que se detecta lo dulce es objeto de investigación en la actualidad.
- Salado: Se trata de papilas gustativas sensibles a la recepción de iones procedentes de la sal común (NaCl).

### En Oriente
Hace milenios en la India, en el Ayurveda se describieron seis sabores: los cuatro arriba mencionados y también:
- picante (la piperina de la pimienta y el jengibre; la capsaicina del ají; la cebolla, el ajo, el clavo de olor)
- acre o astringente[9] (una sensación de sequedad o arenosidad en la boca; es el sabor menos conocido) (el del té, el del plátano verde, el de la granada, el del caqui o cúrcuma)

### El sabor umami
Según las investigaciones realizadas por el fisiólogo japonés Kikunae Ikeda en 1908, el umami (“sápido”, en japonés), que tiene su origen en la receta tradicional del katsuobushi es un quinto sabor básico, cárnico. El principal responsable es el glutamato monosódico presente en algunas algas y que es frecuente en los platos que se preparan en Asia, y es posible detectarlo en grandes cantidades en el queso parmesano.
Hoy en día se habla también de sabor a grasa, a cal, a harina.

### El sabor adiposo
En noviembre de 2005, científicos de la Universidad de Borgoña —en Dijon (Francia)— descubrieron unas células receptoras en la lengua (nuevas papilas gustativas) que poseen un receptor encargado de transmitir el sabor graso (de los lípidos). Se trata de la molécula transportadora de ácidos grasos CD36, una proteína también llamada FAT. Se piensa que su potenciación o inhibición en el organismo puede inducir cambios importantes en la conducta alimenticia. Según la investigación —cuyas conclusiones se presentaron en la revista Journal of Clinical Investigation—, la modulación de la molécula CD36 podría constituir un arma eficaz para combatir la obesidad. Philippe Besnard, coordinador del estudio, recuerda que el sentido del gusto incluía hasta ahora cinco modalidades: dulce, salado, ácido, amargo y umami. «No obstante, se conoce que el ser humano puede desarrollar una especificidad gustativa a determinados estímulos más, como el mentol, la capsaicina o el chile picante». En términos de salud pública, es muy importante entender los mecanismos a través de los cuales se regula la percepción orosensorial de los lípidos.

## Sustancias que modifican sabores

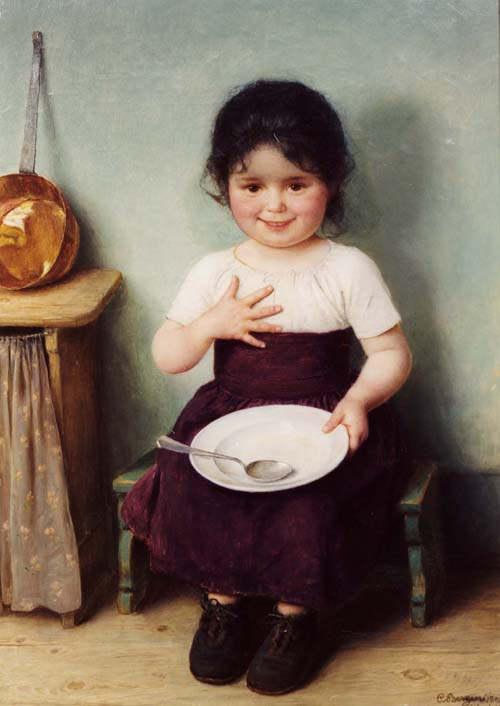
Característica asociativa del sabor: al mirar el cuadro el espectador imagina que la niña ha comido algo dulce; la infancia suele asociarse con alimentos con ese tipo de sabor.

Existen ciertas sustancias capaces de alterar las sensaciones de sabor existentes en los alimentos: verduras, carnes, etcétera. Por regla general son aquellos que alteran o excitan directamente el nervio trigémino o bien causan un cambio en los aromas de los alimentos. Un caso es el del capsicina o capsaicina (presente en los chiles o ajíes) que activa los termoreceptores del nervio trigémino, activando la circulación como si de una quemazón se tratara. La definición legal de los saborizantes es muy diferente, según la Agencia de Alimentación que la defina. Por regla general se consideran así a los aceites esenciales.

### Modifican el olor
Algunos de los saborizantes aportan solo un aroma o fragancia mediante un fino perfume capaz de provocar la sensación de sabor en ciertos alimentos. Los métodos de extracción pueden ser diversos, desde la extracción del solvente, la destilación o empleando la fuerza como puede ser la operación de exprimir. Los saborizantes artificiales son creados por compañías especializadas, encargadas de elaborar sustancias no tóxicas capaces de proporcionar estos aromas. Un ejemplo de saborizante que aporta aroma es el de los yogures con sabores, al probar este alimento el aroma sube por la faringe y evoca al consumidor la fruta del yogur (y que generalmente no está presente). Los ingenieros químicos encargados de estudiar estos fenómenos en la industria de la alimentación se denominan: flavoristas o ingenieros del sabor.
Muchos de los saborizantes artificiales son compuestos químicos denominados ésteres, y en la siguiente tabla pueden verse algunos de la industria:
| Química                        | Olor                       |
| Diacetil                       | Mantequilla                |
| Isoamil acetato                | Plátano                    |
| Cinnamic aldehído              | Canela                     |
| Ethyl propionate               | Frutas                     |
| Limoneno                       | Naranja                    |
| Etil- (E, Z) -2,4-decadienoato | Pera                       |
| Allyl hexanoate                | Piña                       |
| Etil maltol                    | Azúcar y algodón de azúcar |
| Metil salicilato               | Gaultheria                 |
| Benzaldehído                   | Almendra amarga            |

Los compuestos químicos empleados para producir sabores artificiales son casi idénticos a los que se pueden encontrar de forma natural, lo que no implica que su consumo sin límite sea sano y seguro para la salud. De hecho, los saborizantes artificiales está muy regulados por las leyes sanitarias de las naciones.

### Modificar el gusto
La sal común y el azúcar son los encargados de proporcionar dos de los cinco sabores básicos, existen por regla general otras sustancias como los edulcorantes que son capaces de proporcionar sabor dulce a ciertos alimentos. Existen algunos saborizantes que se encargan de reforzar el sabor como pueden ser los glutamatos o también denominados saborizantes de tipo umami:
- Sales de ácido glutámico: Se trata de un aminoácido de sales de sodio, glutamato monosódico (MSG) es uno de los más empleados.
- Sales de glicina
- Sales de ácido guanílico
- Sales de ácido inosínico
- Sales 5'-ribonucleótido

Ciertos ácidos orgánicos se emplean para proporcionar sabores ácidos, pero que al contrario que la sal y el azúcar no son considerados saborizantes por la ley. Cada ácido proporciona acidez y altera el sabor originario de un alimento.
- ácido acético: proporciona sabor ácido de vinagre y un olor distintivo
- ácido cítrico: encontrado en ciertas frutas cítricos
- ácido láctico: se encuentra en ciertos lácteos
- ácido málico: encontrado en manzanas
- ácido tartárico: encontrado en uvas

## Sensaciones de sabor
El sistema somatosensorial de la lengua es capaz de detectar otras sensaciones que en lenguaje popular se denominan 'sabores', es por esta razón por la que se denomina: 'sabor picante', o 'sabor caliente', etc. estas denominaciones se fundamentan en las sensaciones que se perciben por el paladar, o la misma lengua (fuera del ámbito de las papilas gustativas).

## Patologías del gusto
Las patologías relacionadas con la pérdida de sabor son: las ageusias (pérdida completa de la capacidad de sentir sabor) y la anosmia (pérdida completa de la capacidad de oler). Existen también patologías en las que la pérdida de la capacidad es parcial: hiposmia y hipoagensia. Pueden estar causadas por lesiones cerebrales, infecciones o exposición prolongada a ciertos elementos químicos.
Otra patología del gusto es la denominada parageusia que da como síntoma un sabor metálico al probar la comida, suele estar causado por la ingesta de fármacos tales como la acetazolamida, metronidazole o etopósido. Es conocido también el síndrome de boca ardiente, que causa disfunciones en la recepción de los sabores. Algunas enfermedades de la lengua pueden afectar a la recepción de los sabores básicos como puede ser la glossitis, el síndrome de Sjögren (que ataca a la saliva y glándulas) metabolismo.

## Nuevos descubrimientos
Desde finales de los años noventa se ha venido mencionando el concepto de supergustador, término originado por la psicóloga experimental Dr. Linda Bartoshuk que ha pasado gran parte de su carrera estudiando y analizando las posibles variaciones genéticas en el gusto. A comienzos de los 1990s, Bartoshuk y sus colegas notaron que algunos individuos en el laboratorio poseían un nivel de respuesta a los sabores mayor que la media de la población, a estos individuos se les denominó 'supergustadores' (supertasters en inglés).
Esta elevada respuesta a la percepción de los sabores no es el resultado de un sesgo de respuesta o de un artefacto de escalada, sino que se demostró que es un fenómeno explicable puramente dentro del área de lo anatómico/biológico.
En 2015 se descubre un nuevo sabor: oleogustus. Este se fundamenta en la percepción debida a ácidos grasos de cadena larga.
En el 2023, se propuso un nuevo sabor: el cloruro de amonio.